# Lasciapassare per il morto
Lasciapassare per il morto è un film giallo-poliziesco del 1962 diretto da Mario Gariazzo.